# کاسیان

کاسیان یا کاسی‌ها (به اکدی: کاشی) (به انگلیسی: Kassites) مردمانی باستانی بوده‌اند که منشأ آنها در زاگرس بوده و در فاصله سده‌های ۱۲ تا ۱۶ پیش از میلاد بر بابل فرمانروایی کردند. محل سکونت دقیقشان مشخص نیست ولی بیشتر پژوهشگران بر این باورند که ریشه و منشأ این مردمان در رشته کوه‌های زاگرس در شرق بابل بوده است. بعضی از پژوهشگران چون ارنست هرتسفلد کاسیان و کاسپی‌ها را هم‌ریشه قلمداد کرده‌اند. به گفته یوزف مارکوارت کاسی‌ها همچون تپورها قومی گسترده پیش از آریایی‌ها بوده‌اند که به وسیلهٔ اقوام مهاجر ایرانی به نواحی کوهستانی عقب رانده شدند. بنابر جلد دوم کتاب تاریخ ایران کمبریج کاسیان در سده ۱۸ پیش از میلاد در منطقه لرستان امروزی زیست می‌کردند و بازماندگانی از این مردم تا دوره اسکندر مقدونی با نام کاسایی (Cossaei) در منطقه حضور داشتند.
گواه منشأ قومی کاسیان قریب پنجاه کلمه و نام خاص است که با ترجمه اکدی در متون آشوری و بابلی محفوظ است و همچنین مقداری اسامی خاص که در اسناد تجاری و اقتصادی بابلی باقی مانده و کتیبه‌های شاهان کاسی مانند آگوم دوم مربوط به هزارهٔ دوّم پ.م. است.

## تاریخ کاسیان
گمان می‌رود که کاسیان از دوران دیرین که کس به یاد ندارد، در ناحیهٔ مذکور زندگی می‌کردند؛ همچنان که ایلامیان که همسایه و محتملا خویشاوند ایشان بودند در سرزمین خویش می‌زیستند. به هر تقدیر، کاسیان از آغاز هزارهٔ سوم پ.م. در آن مکان زندگی می‌کردند و بعدها به دامداری و زندگی نیمه اسکان یافته در کوه‌ها اشتغال داشتند. مع‌الوصف در قرن دوم هزاره دوم پ.م. بخشی از کاسیان در حرکت و انتقال قبایل شرکت جسته از کوه‌های درّهٔ رود دیاله نفوذ کردند و از آنجا گاه و بیگاه به بابل دست‌برد می‌زدند. اکثر محققان این فعالیت کاسیان را به ظهور اسب و حمل و نقل مربوط می‌سازند.
در حدود ۱۸۹۶ پیش از میلاد حمله‌ای نافرجام از جانب کاسی‌ها به بابل رخ داد. در سال ۱۷۵۰ پ.م. گانداش پیشوای کاسی از طریق دشت ذهاب و شمال ایلام به بابل حمله کرد و بابل را فتح نمود و در سال بعد ۱۷۴۹ پیش از میلاد بابل توسط کاسی‌ها کاملاً تسخیر شد و در همان سال جایگزین دولت بابل شد و به سلطنت جانشینان حمورابی خاتمه داد و تا سال ۱۷۳۴ پیش از میلاد دوره پادشاهی گانداش از نسل کاسی در بابل آغاز گشت. سیادت نسل کاسی بر بابل ۵۰۰ سال ادامه داشت.
کاسیان بر ایلام نیز تسلط یافتند و شوش را مدت‌ها اداره نمودند. در شمال میانرودان با دولت تازه تأسیس آشور که در اواسط قرن پانزدهم پیش از میلاد بنیان نهاده شد نیز جنگیدند. طبق آثار به دست آمده کاسیان از هزارهٔ‌یکم پیش از میلاد به نواحی دور دست ماد دست یافتند. آن‌ها در نیمه دوّم هزارهٔ‌یکم پیش از میلاد تا حاشیه کویر مرکزی و نواحی اصفهان و کاشان و حتی نواحی استان تهران و مرکزی نفوذ کردند که آثار بجا مانده در تپه‌های باستانی این مناطق دال بر این ادعاست. پس از فتح پادشاهی ماد آینده آن را کاردونیاش نامیدند و در آن سُکنا گزیدند.

## زبان و فرهنگ
کاسیان قبایلی بودند کوهستانی و پیشهٔ دامداری داشتند و به‌زبانی که با ایلامی نیز قرابت داشته، سخن می‌گفتند. در کتاب لرستان و تاریخ قوم کاسی به نقل از راولینسون آمده «واژهٔ کاسی به شکل کوسایورلیی بوده و در زمان اسکندر یونانیان آن را به مردم زاگرس و درهٔ سیمره می‌گفتند».

### زبان کاسیان
زبان کاسی‌ها و نام خدایان آن‌ها با نام خدایان هند و اروپایی و آریایی تشابه داشته است و زبان آنان با زبان اقوام آریایی هند و اروپایی همانندی دارد. زمانی این عقیده رایج بود که کاسیان هندواروپایی بوده، که زبان و فرهنگ و تمدن ایشان به نحوی مشهود از آن متأثر گشته است ولی مدارکی که به نفع مناسبات هندواروپایی کاسیان وجود دارد سست است، که باید کاسیان را با رابطه‌ای غیر مستقیم و دورادور با عناصر هندواروپاییان شمرد و مربوط دانست؛ «زبان کاسی» در نفوذ زبان‌های هوری قرار داشته، و همچنین واژگان هند و اروپایی و نام‌های هند و ایرانی زیادی میان کاسی‌ها و میتانی‌ها مشترک است؛ و احتمالاً به زبان‌های هوری اورارتویی مرتبط بوده است.

## هنر
کاسیان در هنر فلزکاری که آهن هم در ردیف آن‌ها بود، مهارت بسیار داشتند و نیز در سوارکاری از اقوام دیگر چالاک‌تر و ماهرتر بودند و همین قوم «کاسی» بود که نژاد اصیل اسب را به میانرودان آورد و این نژاد اسب از آنچه سومری‌ها داشتند، برتری یافت و نیز نوشته‌ها و دستورهایی دربارهٔ تعلیم و نگهداری اسب از آنان باقی مانده است که نشانهٔ عشق و علاقهٔ آنان به اسب و سوارکاری است.
مفرغ کاری کاسیان به صورت جدید و بدیع نمود یافت. محصولات مفرغی اوائل هزارهٔ دوم بالاخص مربوط به زین افزار سواری، یعنی دهانه و مهار و حلقه‌هایی که تسمهٔ افسار از آن‌ها می‌گذشت و به بدنهٔ ارابه‌ها وصل می‌شد بسیار عالی بود. همچنین آلات و ادواتی مانند تبر و گرز که سر آن‌ها نیز به شکل سر اسب ساخته می‌شد و همه مشخصات اسب مثل چشم و یال و گوش و … بر آن‌ها ترسیم می‌گردید.

## نگارخانه

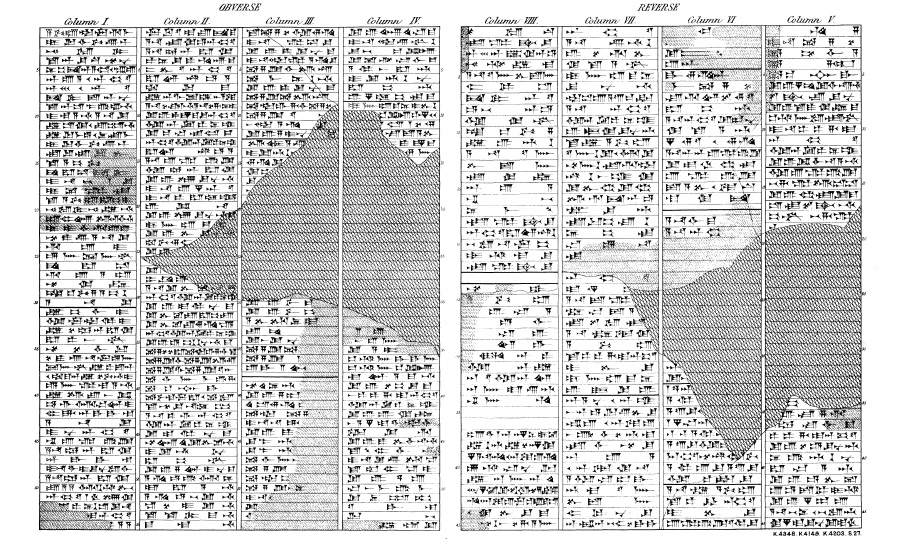
کتیبه آگوم کاک‌ریمه
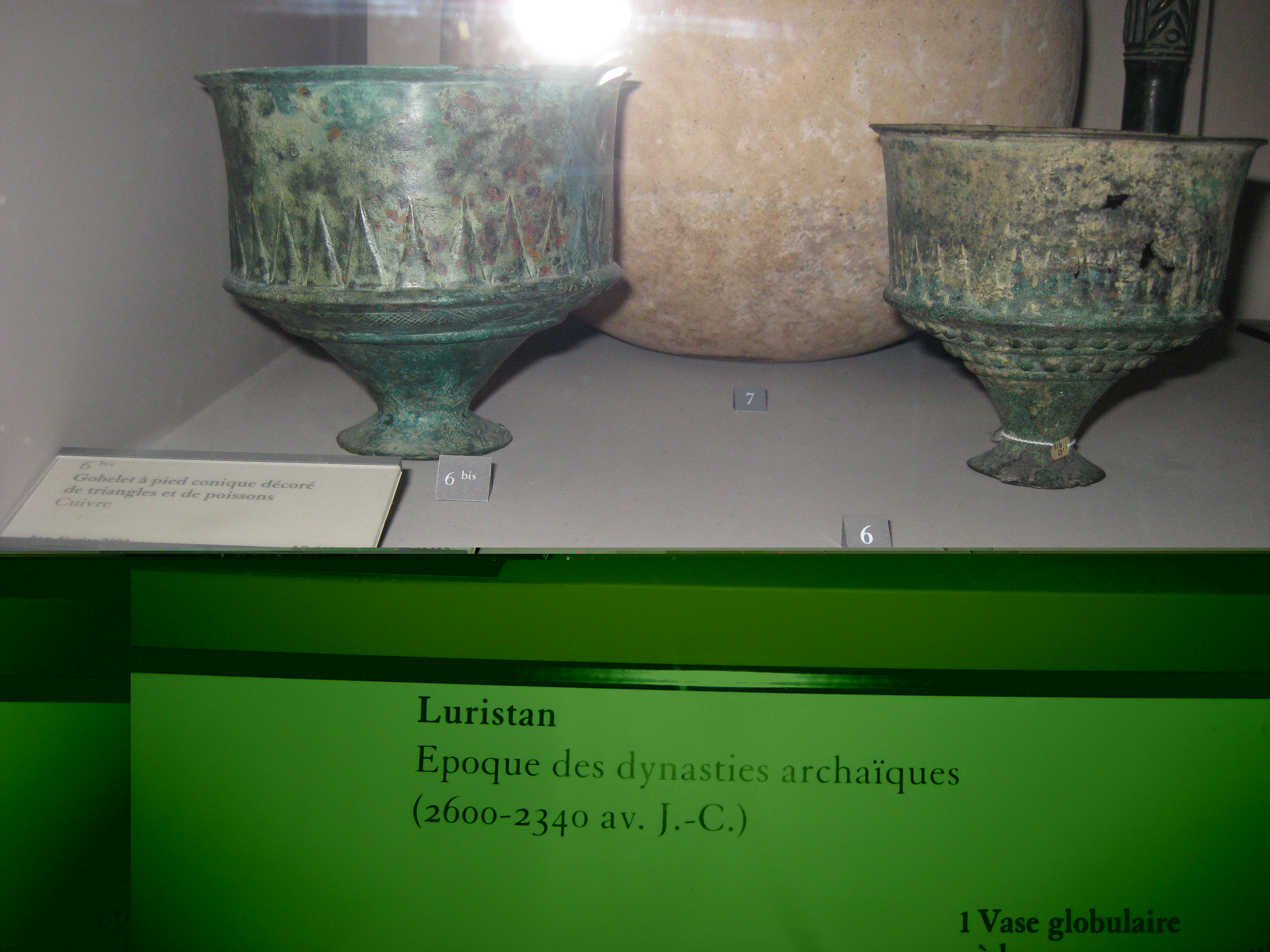
مفرغ‌های لرستان موزه لوور
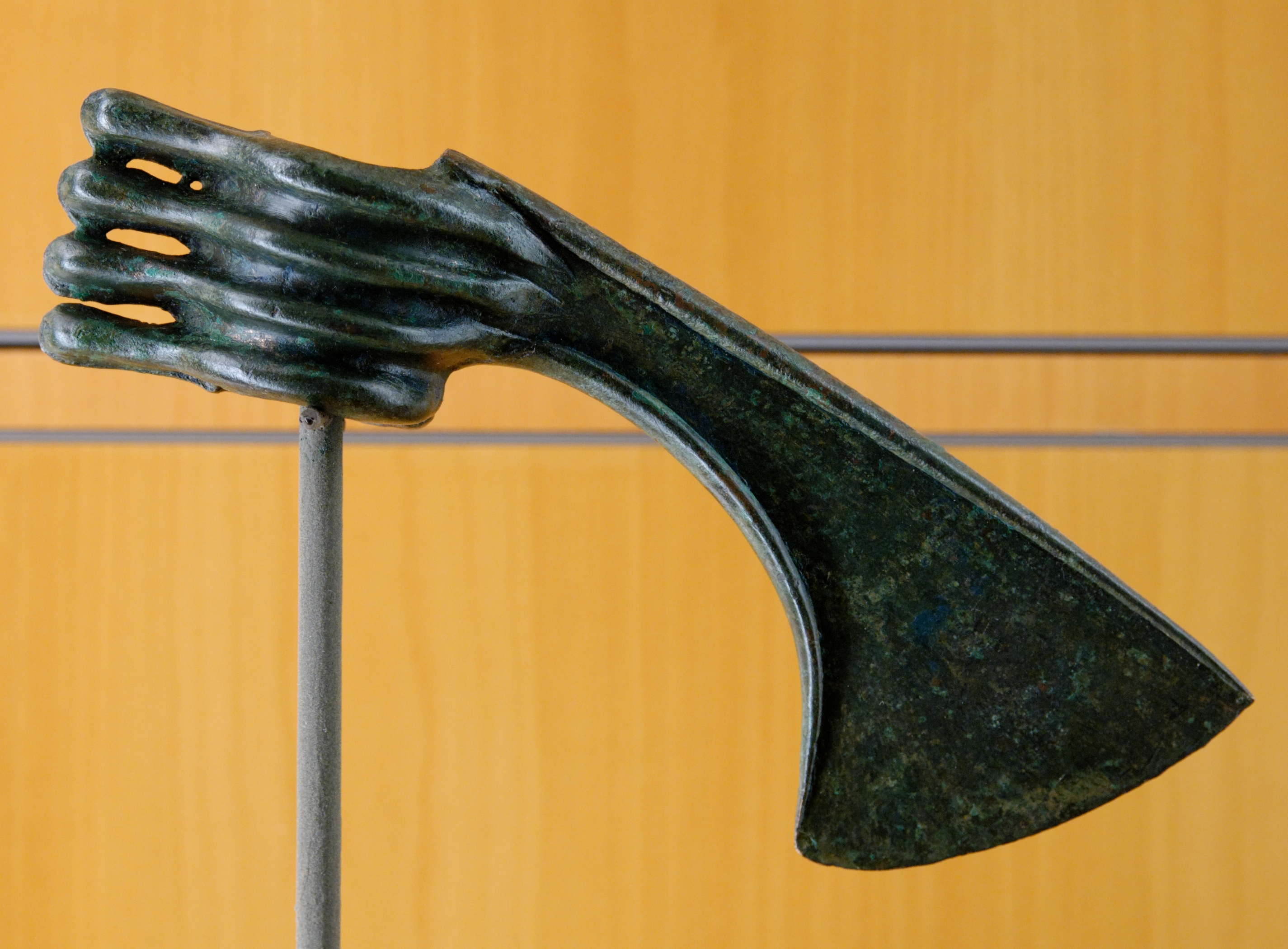
تیغه تبر مفرغی
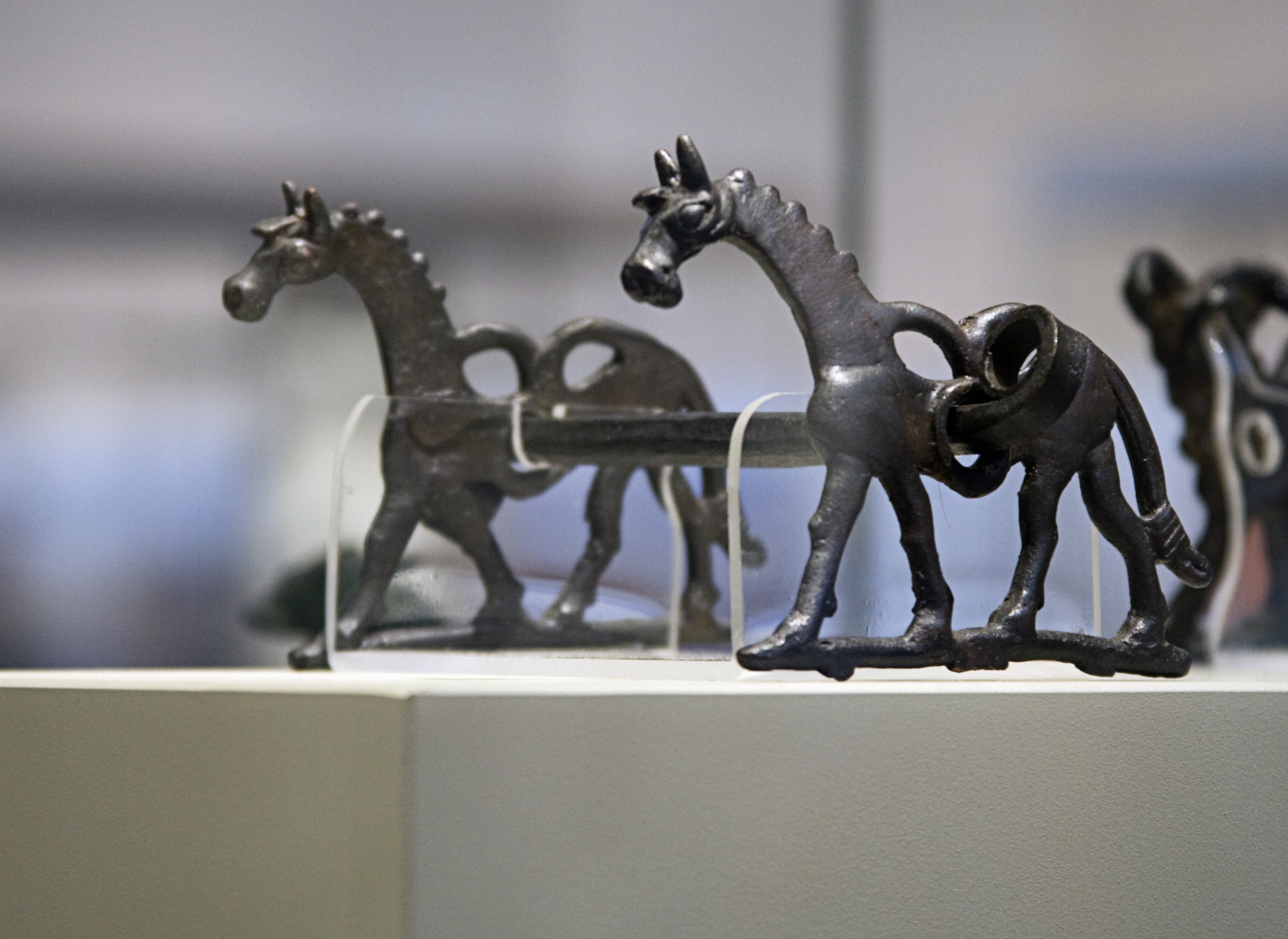
لگام مفرغی
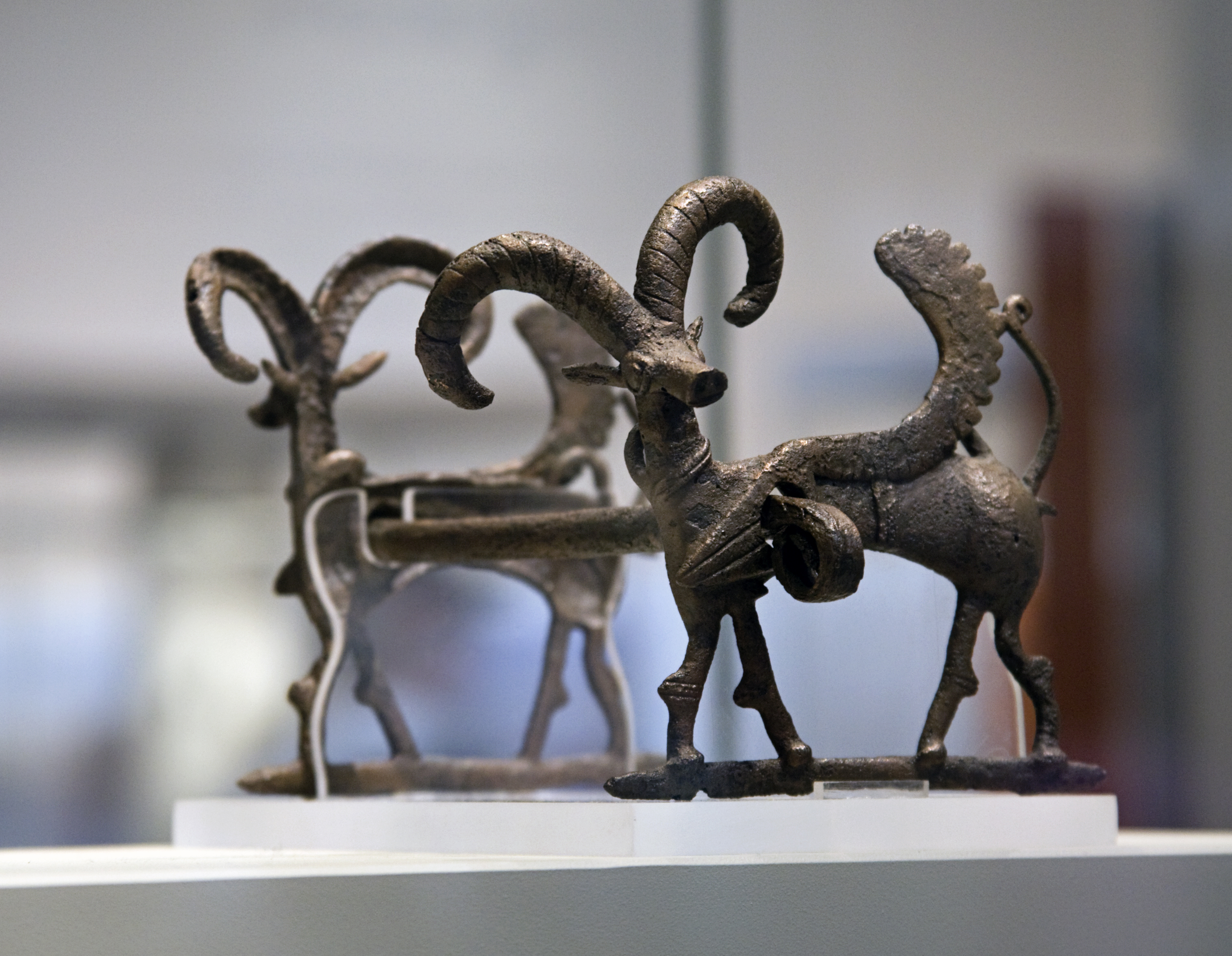
لگام با نقش بز بالدار
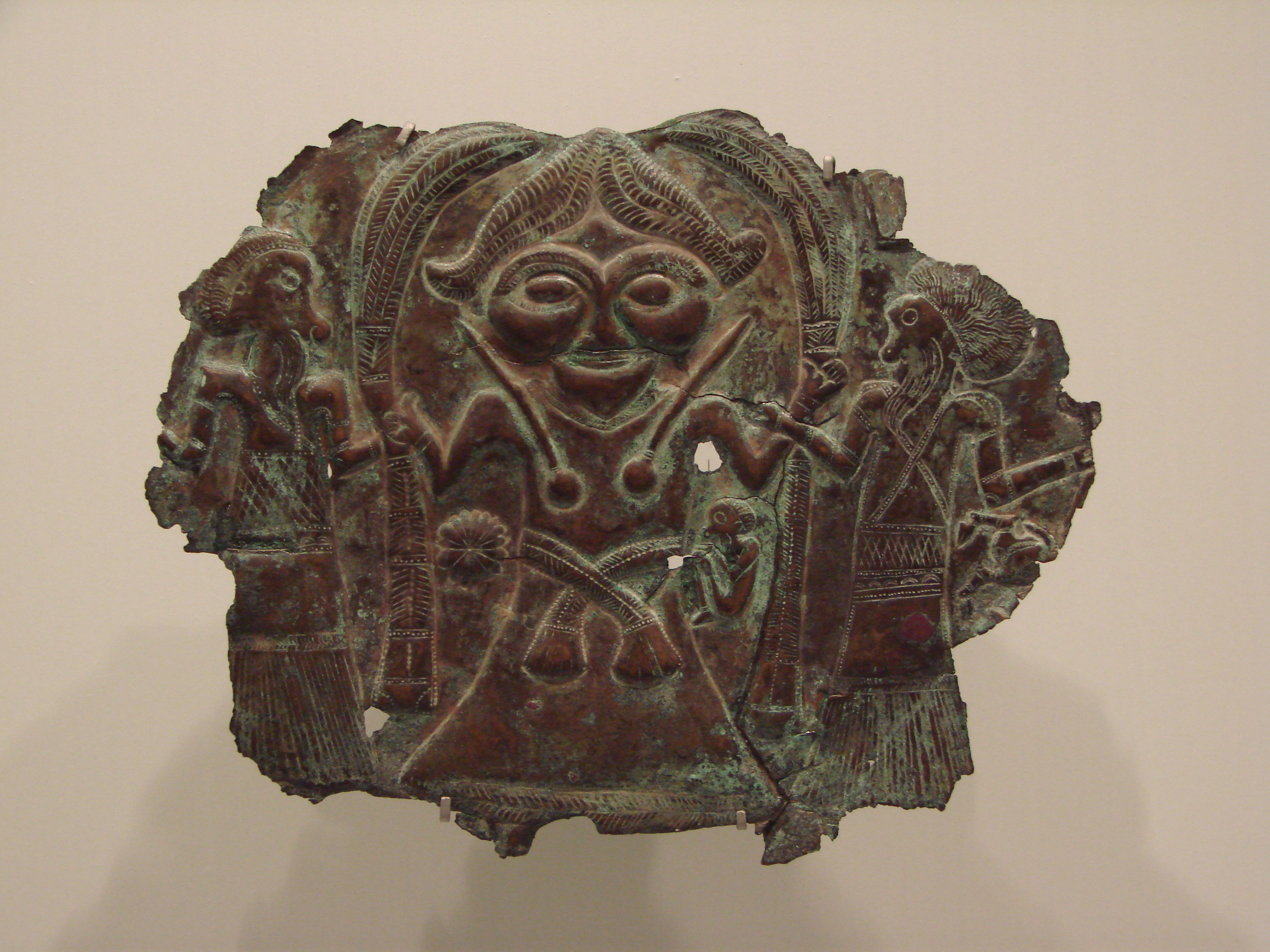
صورتک مفرغی هزار پ.م.
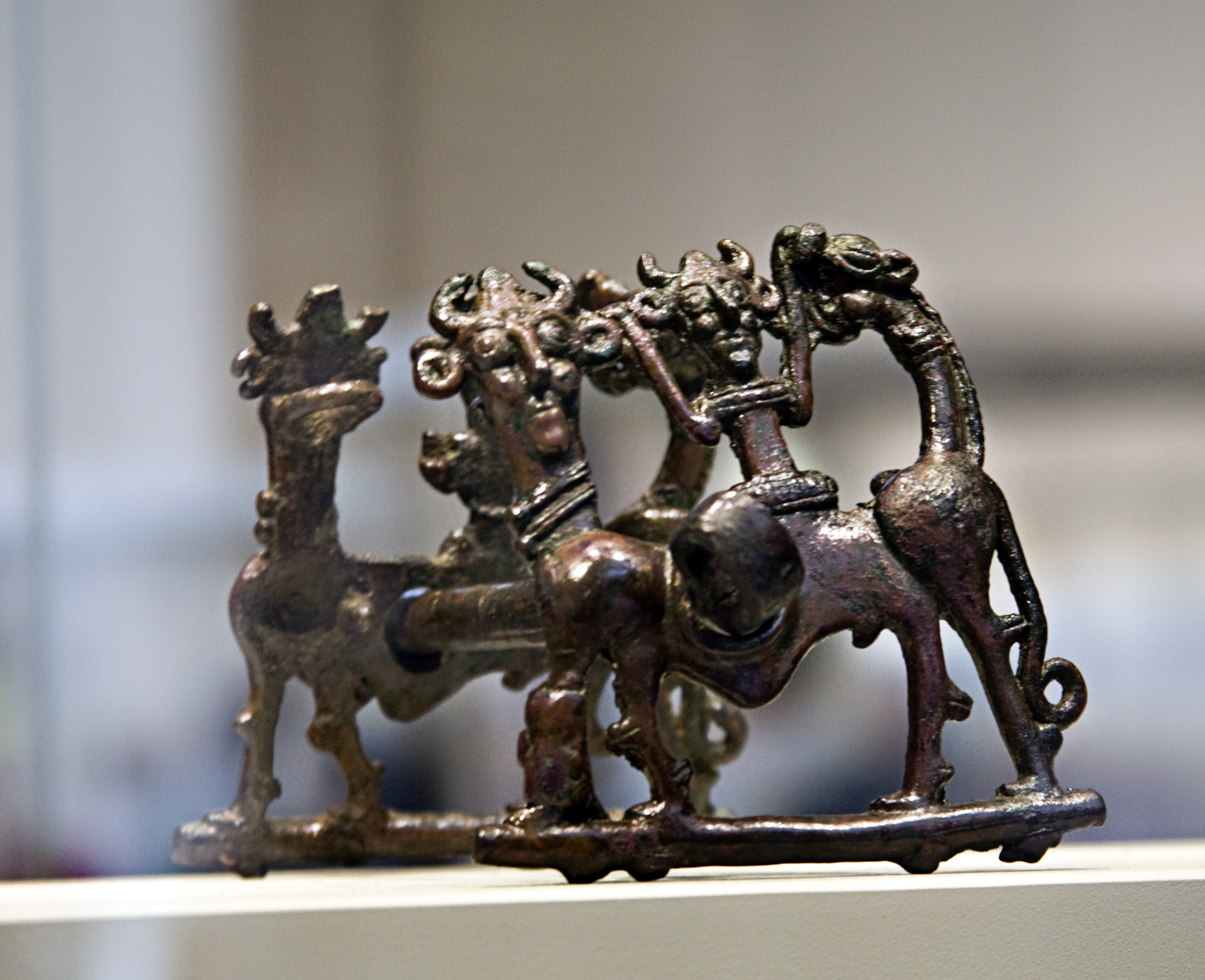
مفرغ لرستان موزه بریتانیا
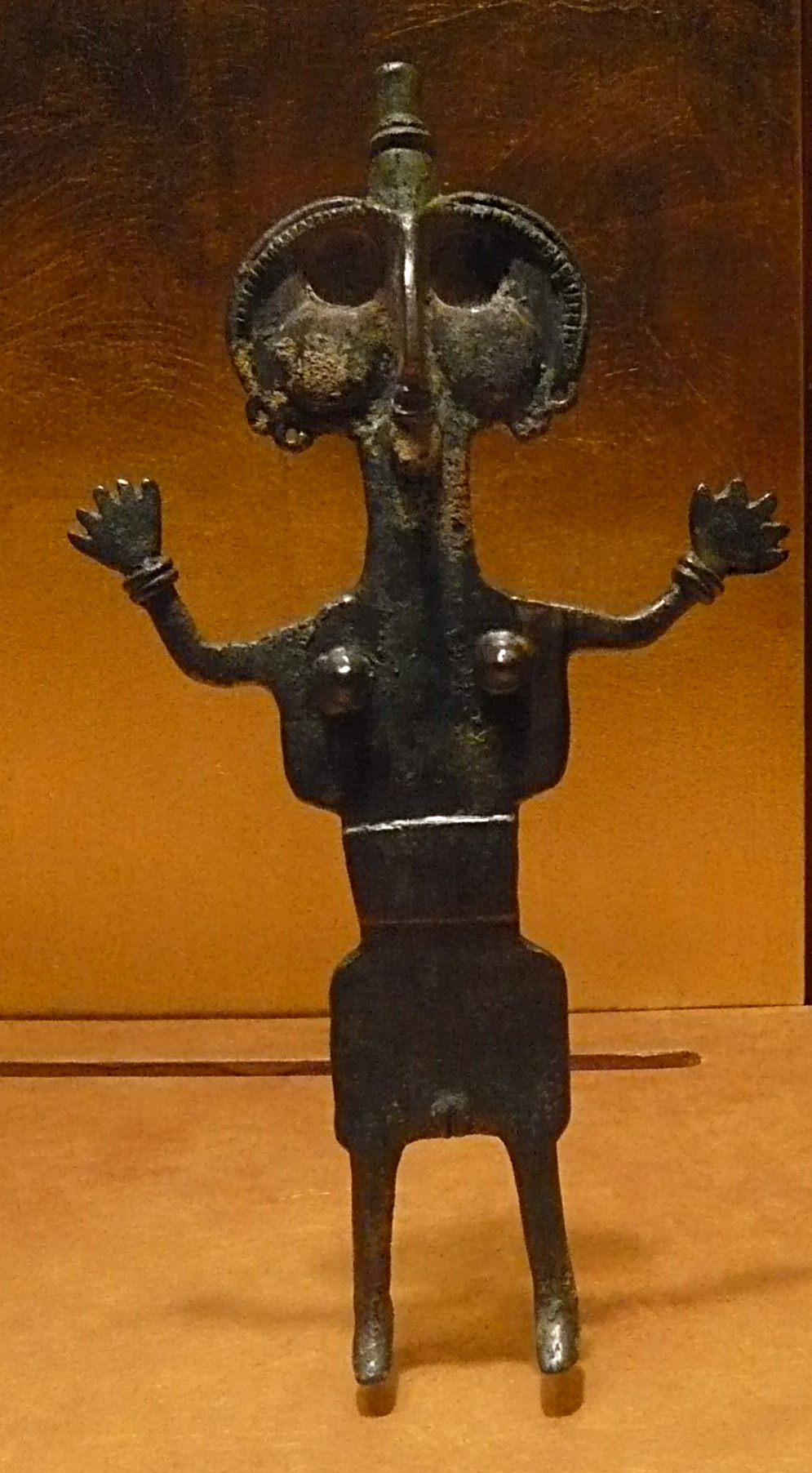
آدمک مفرغی